# Toxicity
| 전문가 평가                   | 전문가 평가 |
| 총 점수                       | 총 점수     |
| 출처                          | 점수        |
| ----------------------------- | ----------- |
| 메타크리틱                    | 73/100      |
| 평가 점수                     |             |
| 출처                          | 점수        |
| AllMusic                      | [ 3 ]       |
| Alternative Press             | 9/10        |
| Blabbermouth.net              | 10/10       |
| Entertainment Weekly          | B−          |
| Kerrang!                      | 5/5         |
| Los Angeles Times             | [ 8 ]       |
| Pitchfork                     | 8.2/10      |
| Q                             | [ 10 ]      |
| Rolling Stone                 | [ 11 ]      |
| The Rolling Stone Album Guide | [ 12 ]      |

《Toxicity》는 2001년 9월 4일, 아메리칸 레코딩스와 컬럼비아 레코드가 발매한 미국의 헤비 메탈 밴드 시스템 오브 어 다운의 두 번째 스튜디오 음반이다. 1998년 동명의 데뷔 음반을 확장한 《Toxicity》는 밴드의 첫 번째 음반보다 더 많은 멜로디, 하모니, 노래를 통합한다. 주로 얼터너티브 메탈과 누 메탈로 분류되는 이 음반에는 포크, 프로그레시브 록, 재즈, 아르메니아와 그리스 음악 등 다양한 장르의 요소가 포함되어 있으며 시타르, 밴조, 키보드, 피아노와 같은 악기의 두드러진 사용도 포함되어 있다. 대량 수감, CIA, 환경, 경찰, 잔인성, 마약 중독, 과학적 환원주의, 그룹 등 다양한 정치적 및 비정치적 주제가 포함되어 있다.
《Toxicity》는 캘리포니아주 할리우드의 첼로 스튜디오에서 녹음되었다. 30곡 이상이 녹음되었지만 밴드는 음반 수록곡 수를 14곡으로 줄였다. 이 음반은 빌보드 200과 캐나다 음반 차트에서 모두 1위를 차지하며 발매 첫 주에 22만 장이 판매되었다. 이 음반은 2022년 7월, 미국 음반 산업 협회로부터 6중 플래티넘 인증을 받았으며, 미국에서 최소 600만 장이 판매되었다. 《Toxicity》의 모든 싱글은 빌보드 핫 100에 올랐다. 마지막 싱글인 〈Aerials〉는 메인스트림 록 트랙과 모던 록 트랙 차트에서 모두 1위를 차지했다. 《Toxicity》는 비평가들로부터 높은 긍정적인 평가와 평가를 받았으며, 그중에서도 올뮤직, 《케랑!》, Blabbermouth.net에서 만점을 받았다. 많은 비평가들이 음반의 사운드와 혁신성을 칭찬했고, 여러 "최고의 음반" 목록에 올랐다.
《Toxicity》 홍보 쇼는 여러 가지 논란의 여지가 있는 사건으로 이어졌다. 음반 발매 전날 할리우드에서 열린 무료 콘서트에서 과밀 공연으로 인해 공연이 취소되면서 6시간 동안 폭동이 발생했고, 참석자 수는 예상보다 최소 두 배 이상 많은 것으로 추정되었다. 비슷한 폭동을 막기 위해 예정된 또 다른 시스템 오브 어 다운 공연도 취소되었다. 그 후 밴드는 슬립낫과 함께 투어를 진행했고, 베이시스트 샤보 오다지안은 2001년 10월 콘서트에서 백스테이지에 들어가려다 경비원에게 괴롭힘과 인종적 프로파일링, 구타를 당했다.

## 배경
주로 얼터너티브 메탈 및 누 메탈 음반으로 간주되는 《Toxicity》는 스래시 메탈, 아트 메탈, 하드 록, 프로그레시브 메탈, 헤비 메탈 등 다양한 장르의 음악 요소를 갖추고 있다. 《Toxicity》는 포크, 프로그레시브 록, 재즈, 힙합, 중동 음악, 그리스 음악 등 다양한 장르의 음악 요소를 갖추고 있다. 기타리스트 다론 말라키안은 "노래에서 자신을 위해 조금 더 하모니를 더하고 싶었고, 이는 정말 무거운 부분 사이의 부드러운 기타에서 맛깔나게 섞여야 했다"고 말했다. 말라키안은 또한 비틀즈를 《Toxicity》의 영향으로 꼽았다. 시타르, 밴조 , 키보드, 피아노 등 드럼, 보컬, 일렉트릭 기타 및 베이스 기타 이외의 악기 소리도 《Toxicity》에 등장한다. 음반 음악의 대부분은 드롭 C의 튜닝으로 작곡되었다.

## 홍보 및 투어
2001년 9월 3일, 시스템 오브 어 다운은 팬들에게 "감사"의 표시로 캘리포니아주 할리우드에서 열린 무료 콘서트에서 《Toxicity》를 시작할 계획이었다. 주차장에서 열릴 예정이었던 이 콘서트는 3,500명을 수용할 수 있도록 준비되었지만 약 7,000~10,000명의 팬이 참석했다. 많은 팬들로 인해 시스템 오브 어 다운이 무대에 오르기 직전에 경찰관들에 의해 공연이 취소되었다. 콘서트가 취소되었다는 발표는 없었다. 팬들은 밴드가 등장할 때까지 1시간 이상 기다렸지만, 무대 뒤편에 걸려 있던 "System of a Down"이라고 적힌 현수막이 보안 요원에 의해 철거되자 관객들은 무대를 서두르며 밴드의 투어 장비(약 3만 달러 상당의 장비)를 모두 파괴하고 난동을 부리기 시작했고, 경찰에게 돌을 던지고 창문을 부수고 휴대용 화장실을 넘어뜨렸다. 폭동은 6시간 동안 지속되었으며, 이 기간 동안 6명이 체포되었다. 밴드의 매니저인 데이비드 "베노" 벤베니스트는 나중에 시스템 오브 어 다운의 공연이 허용되었거나 콘서트에서 취소와 관련된 성명을 발표할 수 있었다면 폭동을 피할 수 있었을 것이라고 말했다. 다음 날 예정된 시스템 오브 어 다운의 매장 공연은 비슷한 폭동을 막기 위해 취소되었다.

## 곡 목록
모든 곡들은 특별한 언급이 없는 한 세르지 탄키안과 다론 말라키안에 의해 작사/작곡하였다.
| #   | 제목                                 | 작사·작곡                       | 재생 시간 |
| --- | ------------------------------------ | ------------------------------- | --------- |
| 1.  | 〈Prison Song〉                      |                                 | 3:21      |
| 2.  | 〈Needles〉                          |                                 | 3:12      |
| 3.  | 〈Deer Dance〉                       |                                 | 2:55      |
| 4.  | 〈Jet Pilot〉                        | 샤보 오다지안, 탄키안, 말라키안 | 2:05      |
| 5.  | 〈X〉                                |                                 | 1:57      |
| 6.  | 〈Chop Suey!〉                       |                                 | 3:30      |
| 7.  | 〈Bounce〉                           | 오다지안, 탄키안, 말라키안      | 1:54      |
| 8.  | 〈Forest〉                           |                                 | 4:02      |
| 9.  | 〈ATWA〉                             |                                 | 2:56      |
| 10. | 〈Science〉                          |                                 | 2:42      |
| 11. | 〈Shimmy〉                           | 탄키안                          | 1:50      |
| 12. | 〈Toxicity〉                         | 오다지안, 탄키안, 말라키안      | 3:40      |
| 13. | 〈Psycho〉                           |                                 | 3:48      |
| 14. | 〈Aerials〉                          |                                 | 3:56      |
| 15. | 〈Arto (Feat. 아르토 툰치부야키얀)〉 |                                 | 2:14      |

## 인증
| 국가                                                                                         | 인증        | 판매량/출하량 |
| -------------------------------------------------------------------------------------------- | ----------- | ------------- |
| 아르헨티나 (CAPIF)                                                                           | 골드        | 20,000^       |
| 오스트레일리아 (ARIA)                                                                        | 5× 플래티넘 | 350,000       |
| 오스트리아 (IFPI 오스트리아)                                                                 | 골드        | 20,000*       |
| 벨기에 (BEA)                                                                                 | 골드        | 25,000*       |
| 브라질 (Pro-Música Brasil)                                                                   | 골드        | 50,000*       |
| 캐나다 (뮤직 캐나다)                                                                         | 2× 플래티넘 | 200,000^      |
| 덴마크 (IFPI Danmark)                                                                        | 3× 플래티넘 | 60,000        |
| 독일 (BVMI)                                                                                  | 골드        | 150,000^      |
| 이탈리아 (FIMI) sales since 2009                                                             | 플래티넘    | 50,000*       |
| 멕시코 (AMPROFON)                                                                            | 골드        | 75,000^       |
| 네덜란드 (NVPI)                                                                              | 골드        | 40,000^       |
| 뉴질랜드 (RMNZ)                                                                              | 플래티넘    | 15,000^       |
| 폴란드 (ZPAV)                                                                                | 플래티넘    | 20,000        |
| 스위스 (IFPI 스위스)                                                                         | 골드        | 20,000^       |
| 영국 (BPI)                                                                                   | 2× 플래티넘 | 600,000       |
| 미국 (RIAA)                                                                                  | 6× 플래티넘 | 6,000,000     |
| 요약                                                                                         |             |               |
| 유럽 (IFPI)                                                                                  | 플래티넘    | 1,000,000*    |
| *판매량을 기반으로 한 인증 · ^출하량을 기반으로 한 인증 · 판매량+스트리밍을 기반으로 한 인증 |             |               |